# Kaskisaari (ö i Birkaland, Tammerfors, lat 61,53, long 24,29)
Kaskisaari eller Pajusaari är en ö i Finland. Den ligger i sjön Längelmävesi och i kommunen Kangasala i den ekonomiska regionen Tammerfors och landskapet Birkaland, i den södra delen av landet, 160 km norr om huvudstaden Helsingfors. Öns area är 3 hektar och dess största längd är 320 meter i öst-västlig riktning.